# Zuzzurro
Pour les articles homonymes, voir Brambilla.
Andrea Cipriano Brambilla, connu sous le nom de scène Zuzzurro (né le 21 août 1946 à Varèse et mort le 24 octobre 2013  à Milan) est un acteur et humoriste italien.

## Biographie
Zuzzurro a formé avec Nino Formicola (it) le duo comique Zuzzurro et Gaspare (it).
Il est mort d'un cancer du poumon.

## Source de la traduction
- (it) Cet article est partiellement ou en totalité issu de l’article de Wikipédia en italien intitulé « Zuzzurro » (voir la liste des auteurs).